# Jozef Šedovič
Jozef Šedovič (* 1. října 1954) byl slovenský a československý politik, po sametové revoluci poslanec Sněmovny národů a Sněmovny lidu Federálního shromáždění za Slovenskou národní stranu (SNS).

## Biografie
Ve volbách roku 1990 byl za SNS zvolen do slovenské části Sněmovny národů (volební obvod Západoslovenský kraj). Ve volbách roku 1992 přešel do Sněmovny lidu. Ve Federálním shromáždění setrval do zániku Československa v prosinci 1992.
V komunálních volbách na Slovensku roku 1994 byl zvolen do městského zastupitelstva v Nitře a zasedal i v městské radě. V roce 1996 se uvádí jako předseda Okresní rady SNS Nitra. Zároveň byl tehdy místopředsedou SNS na Slovensku. Do místopředsednické funkce byl zvolen v roce 1995. V roce 2002 kandidoval neúspěšně i na post předsedy krajské rady SNS za Nitranský kraj. V té době byl stále okresním předsedou strany v Nitře.